# 간게쓰쿄역
간게쓰쿄역(일본어: 観月橋駅)은 일본 교토부 교토시 후시미구에 위치한 게이한 전기 철도 게이한 우지 선의 철도역이다. 역 번호는 KH 71이며, 상대식 승강장 2면 2선의 구조를 갖춘 지상역이다.

## 타는 곳
| 1 | ■ 우지 선 | 상행 | 히라카타시 · 요도야바시 · 나카노시마 선 · 데마치야나기 방면 |
| 2 | ■ 우지 선 | 하행 | 로쿠지조 · 우지 방면                                        |

## 역 주변
- 요도강(우지강)
- 후시미 공원
- 후시미 간이 재판소

## 역사
- 1913년 6월 1일 : 게이한 우지 선 개통과 동시에 개업함.
- 1943년 10월 1일 : 회사 합병에 의해 게이한신 급행 전철의 역이 됨.
- 1945년
  - 9월 15일 : 수송 혼란 방지를 위해, 공용 폐지.
  - 11월 8일 : 영업 재개.
- 1949년 12월 1일 : 회사 분리에 의해 게이한 전기 철도의 역이 됨.
- 1961년 9월 16일 : 태풍에 의해 16시 30분부터 전 노선 운행 중지. 그 후, 태풍에 의해 역사가 붕괴.
- 1981년 : 플랫폼에 시각 장애인 유도 블록을 신설.
- 1987년 9월 : 우지 방면 플랫폼에 휠체어 대응 경사가 설치.

## 인접 역
| 게이한 전기 철도 우지 선     | 게이한 전기 철도 우지 선 | 게이한 전기 철도 우지 선           |
| ---------------------------- | ------------------------ | ---------------------------------- |
| KH 21 주쇼지마 주쇼지마 방면 | ■ 우지 선                | 모모야마미나미구치 KH 72 우지 방면 |